# Ahmed Rachedi
Ahmed Rachedi (àrab: أحمد راشدي)  (Theveste, 1938) és un director de cinema algerià.

## Biografia
La guerra d'independència és la seva escola: Ahmed Rachedi pertany, amb René Vautier i Mohamed Chanderli, a la primera unitat cinematogràfica del FLN. Va marxar Tunis on el seu treball es va centrar en el reportatge, el muntatge, així com els curtmetratges (en va fer diversos després de la independència). Participa en pel·lícules col·lectives i dirigeix algunes d'elles.
El 1969, va adaptar Thala, una novel·la de Moouloud Mammeri per fer L'Opium et le Bâton, amb la que va participar al 7è Festival Internacional de Cinema de Moscou. A França, amb un guió de Rachid Boudjedra, va produir un testimoni sobre els treballadors emigrants, Le Doigt dans l'agneau. Va dirigir l'ONCIC des de 1967 fins a finals de 1972. El 1981 va dirigir Ali au pays des mirages que va guanyar un premi especial al 12è Festival Internacional de Cinema de Moscou.
Ahmed Rachedi es converteix en productor independent. Va rodar el 1986 una comèdia política, Tabûnat al-sayyid Fabre, una pel·lícula protagonitzada per Jacques Dufilho. Va adaptar el 1990, per a cinema i televisió, la novel·la d'Amin Maalouf Léon l'Africain
El 1993, la seva pel·lícula de televisió C'était la guerre, codirigida amb Maurice Falevic, va guanyar el premi FIPA d'or.

## Filmografia
- 1963: Tebessa année zéro
- 1963 : Peuple en marche
- 1964 : Les Ouadhia
- 1965 : Des mains comme des oiseaux
- 1965 : L'Aube des damnés
- 1969 : L'Opium et le Bâton
- 1973 : Le Doigt dans l'engrenage
- 1981 : Ali au pays des mirages
- 1986: Tabûnat al-sayyid Fabre
- 1990 : Léon l'Africain
- 1992 : C'était la guerre, amb Maurice Failevic
- 2009 : Mostefa Ben Boulaïd
- 2010 : En attendant Zidane
- 2012 : Krim Belkacem
- 2014 : Lotfi
- 2015 : Les Sept Remparts de la citadelle